# Codi Miller-McIntyre
Codi Miller-Mcintyre (High Point, Carolina del Norte, 1 de junio de 1994) es un jugador de baloncesto estadounidense con pasaporte búlgaro que pertenece a la plantilla del Estrella Roja de la ABA Liga. Con 1,90 metros de estatura, juega en la posición de base. 

## Trayectoria deportiva
Realizó su andadura universitaria en los Wake Forest Demon Deacons y tras no ser elegido en el Draft de la NBA de 2016, llegó a Bélgica para jugar en las filas del Leuven Bears con el que sería el máximo anotador y asistente de la liga de aquel país.
Al finalizar la temporada, se comprometería con el BC Parma de la VTB United League.
Comienza la temporada 2020-21 en el KK Partizan de Belgrado, con el conjunto serbio promedió 13.1 puntos, 3.9 rebotes y 4.5 asistencias en la EuroCup.
El 27 de febrero de 2021, firmó con el JL Bourg Basket de la Pro A francesa.
El 13 de julio de 2021, firma con el Morabanc Andorra de la Liga Endesa.
En la temporada 2022-23, firma por el Gaziantep Basketbol de la Türkiye Basketbol Süper Ligi, la primera categoría del baloncesto turco.
El 17 de julio de 2023, se oficializa su fichaje por dos temporadas por el Saski Baskonia de Liga Endesa.
El 3 de julio de 2024 firmó un contrato por dos años con el Estrella Roja de la ABA Liga, KLS y Euroliga.

## Selección nacional
Miller-McIntyre integra la selección de baloncesto de Bulgaria desde 2023.